# Beige

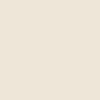

Beige is een kleurnaam die gebruikt wordt voor een lichte kleur bruin (dus bruin met een hoge intensiteit). De kleur wordt ook wel aangeduid met een omschrijving "zandkleur". Beige is een tertiaire kleur.

Er zijn veel verschillende nuances van beige. Dit is de variant die in HTML wordt aangeduid als beige; deze is op veel computerschermen moeilijk zichtbaar:

Hieronder een voorbeeld van de variant die bekendstaat als "zandbruin":

En ter vergelijking hieronder een donkerder variant genaamd "Peru":

## Ecru
In het verleden waren beige en ecru synoniemen voor exact dezelfde kleur. Van oorsprong wordt "ecru" gebruikt als men praat over stoffen zoals zijden en linnen in hun oorspronkelijke, nog niet gebleekte staat. Ecru komt van het Franse woord écru, wat letterlijk 'puur' of 'ongebleekt' betekent. Tegenwoordig worden beige en ecru echter als twee verschillende kleuren gezien.

## Gebruik
- Beige wordt, al dan niet in de veelvoorkomende combinatie met bruin of kaki, veel gebruikt in kleding. Dit omdat het een relatief neutrale kleur is, en omdat de kleur associaties oproept met bijvoorbeeld survival. Bij cargobroeken is het de op een na best verkopende en voorkomende kleur en ook bij panties komt beige vaak voor.
- Beige is een veelgebruikte kleur in huis bij het schilderen van wanden. Met name in dit geval geldt dat dit vooral gebeurt omdat beige een neutrale, rustige kleur is, die de ogen minder vermoeit dan bijvoorbeeld een geheel witte muur.
- De huidskleur van veel blanken wordt vaak eerder beschreven als beige of perzikkleurig.
- In veel talen, waaronder Nederlands en Engels, is het woord beige een variant van het oorspronkelijk Franse woord.

primaire kleur · secundaire kleur · tertiaire kleur · complementaire kleur · kleurencirkel · partitieve kleurmenging · kleurcontrast · kleurtemperatuur

kleurcodering · kleurruimte · CIELAB · CMYK · HSL/HLS · HSV/HSB · HTML-kleuren · NCS · Pantone PMS · RAL · RGB · YIQ · YUV · YPbPr